# Olympische Sommerspiele 1988/Leichtathletik – Hammerwurf (Männer)

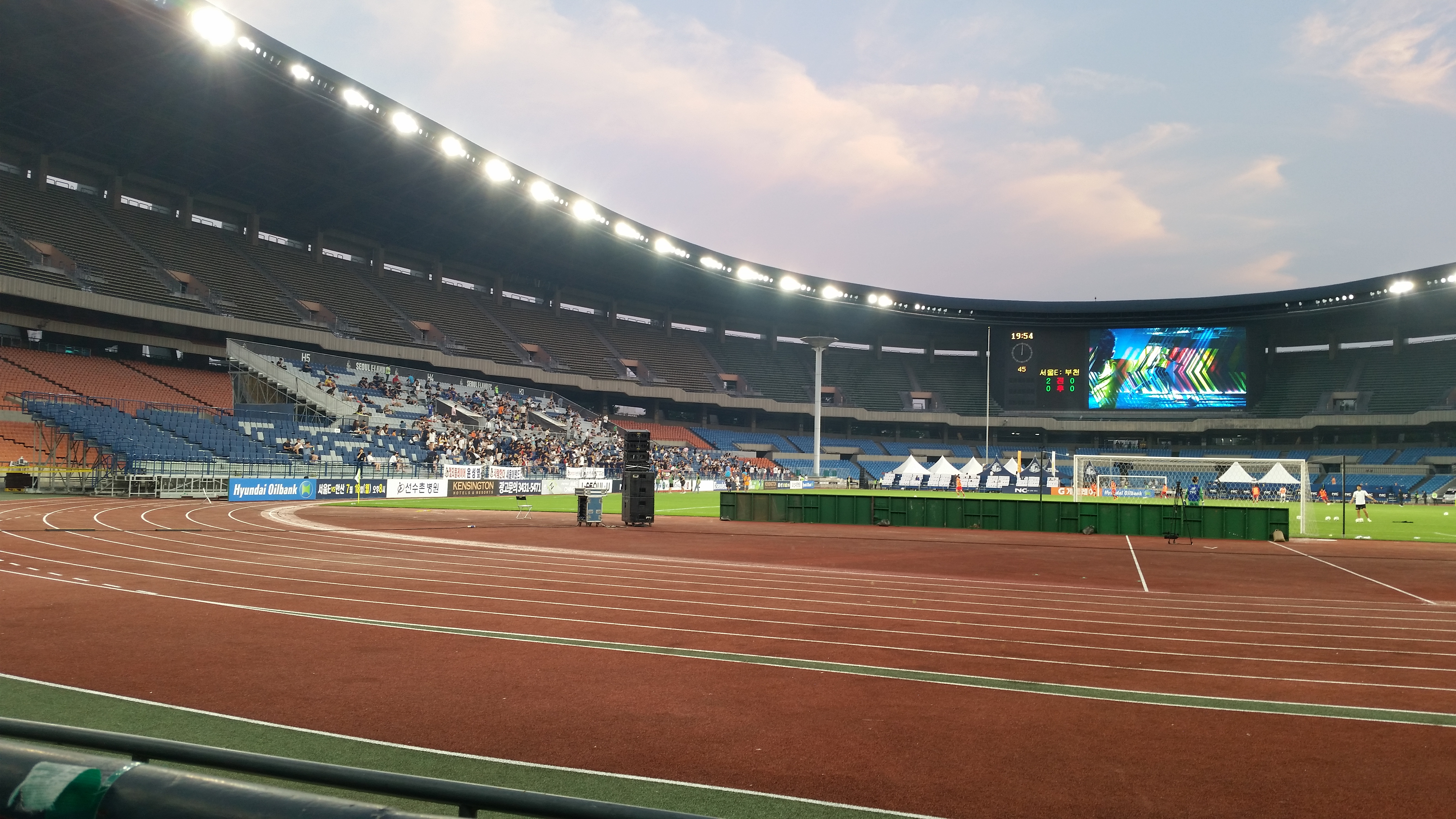
Innenraum des Olympiastadions im Jahr 2016

Der Hammerwurf der Männer bei den Olympischen Spielen 1988 in Seoul wurde am 25. und 26. September 1988 in zwei Runden im Olympiastadion Seoul ausgetragen. Dreißig Athleten nahmen teil.
Die Medaillen gingen alle an Athleten aus der Sowjetunion. Olympiasieger wurde Sergei Litwinow vor Jurij Sedych und Jüri Tamm.
Christoph Sahner und Heinz Weis gingen für die Bundesrepublik Deutschland an den Start. Sahner scheiterte in der Qualifikation. Weis erreichte das Finale und belegte Rang fünf.

Für die DDR nahmen Ralf Haber und Gunther Rodehau teil. Beide erreichten das Finale, Haber wurde Vierter, Rodehau Zwölfter.

Auch der Österreicher Johann Lindner qualifizierte sich für das Finale. Er belegte dort Rang zehn.

Athleten aus der Schweiz und Liechtenstein nahmen nicht teil.

## Aktuelle Titelträger
| Olympiasieger 1984                      | Juha Tiainen ( Finnland)          | 78,08 m | Los Angeles 1984  |
| Weltmeister 1987                        | Sergei Litwinow ( Sowjetunion)    | 83,06 m | Rom 1987          |
| Europameister 1986                      | Jurij Sedych ( Sowjetunion)       | 86,74 m | Stuttgart 1986    |
| Panamerikanischer Meister 1987          | Jud Logan ( USA)                  | 77,24 m | Indianapolis 1987 |
| Zentralamerika und Karibik-Meister 1987 | Vicente Sánchez ( Kuba)           | 69,86 m | Caracas 1987      |
| Südamerika-Meister 1987                 | Andrés Charadía ( Argentinien)    | 66,72 m | São Paulo 1987    |
| Asienmeister 1987                       | Xie Yingqi ( Volksrepublik China) | 66,36 m | Singapur 1987     |
| Afrikameister 1988                      | Hakim Toumi ( Algerien)           | 69,06 m | Annaba 1988       |

## Rekorde

### Bestehende Rekorde
| Weltrekord         | 86,74 m   | Jurij Sedych ( Sowjetunion) | Stuttgart, BR Deutschland (heute Deutschland)  | 30. August 1986 |
| Olympischer Rekord | 81,80 min | Jurij Sedych ( Sowjetunion) | Finale OS Moskau, Sowjetunion (heute Russland) | 31. Juli 1980   |

### Rekordverbesserung
Der sowjetische Olympiasieger Sergei Litwinow verbesserte den bestehenden olympischen Rekord im Finale am 26. September zweimal:
- 84,76 m, erster Versuch
- 84,80 m, fünfter Versuch

## Qualifikation
Datum: 25. September 1988
Für die Qualifikation wurden die Athleten wurden in zwei Gruppen gelost. Acht von ihnen (hellblau unterlegt) übertrafen die direkte Finalqualifikationsweite von 77,00 m. Damit war die Mindestanzahl von zwölf Finalteilnehmern nicht erreicht. So wurde das Finalfeld mit vier weiteren Wettbewerbern aus beiden Gruppen (hellgrün unterlegt) über die nächstbesten Weiten auf zwölf Starter aufgefüllt. Für die Finalteilnahme reichten schließlich 76,24 m.

### Gruppe A
9:00 Uhr
| Platz | Name             | Nation         | 1. Versuch | 2. Versuch | 3. Versuch | Weite   |
| ----- | ---------------- | -------------- | ---------- | ---------- | ---------- | ------- |
| 1     | Jüri Tamm        | Sowjetunion    | 79,68 m    | –          | –          | 79,68 m |
| 2     | Jurij Sedych     | Sowjetunion    | 78,48 m    | –          | –          | 78,48 m |
| 3     | Ralf Haber       | DDR            | 75,64 m    | 78,16 m    | –          | 78,16 m |
| 4     | Gunther Rodehau  | DDR            | x          | 78,12 m    | –          | 78,12 m |
| 5     | Harri Huhtala    | Finnland       | 75,98 m    | 77,34 m    | –          | 77,34 m |
| 6     | Tibor Gécsek     | Ungarn         | x          | 77,12 m    | –          | 77,12 m |
| 7     | Imre Szitás      | Ungarn         | 74,98 m    | 76,24 m    | 73,82 m    | 76,24 m |
| 8     | Juha Tiainen     | Finnland       | 72,44 m    | 73,74 m    | x          | 73,74 m |
| 9     | Wiktor Apostolow | Bulgarien      | x          | x          | 71,10 m    | 71,10 m |
| 10    | Dave Smith       | Großbritannien | x          | x          | 69,12 m    | 69,12 m |
| 11    | Hakim Toumi      | Algerien       | 65,78 m    | 65,72 m    | x          | 65,78 m |
| 12    | Matthew Mileham  | Großbritannien | 59,94 m    | 62,42 m    | x          | 62,42 m |
| 13    | Lee Joo-hyong    | Südkorea       | x          | x          | 55,98 m    | 55,98 m |
| NM    | Kjell Bystedt    | Schweden       | x          | x          | x          | ogV     |

### Gruppe B

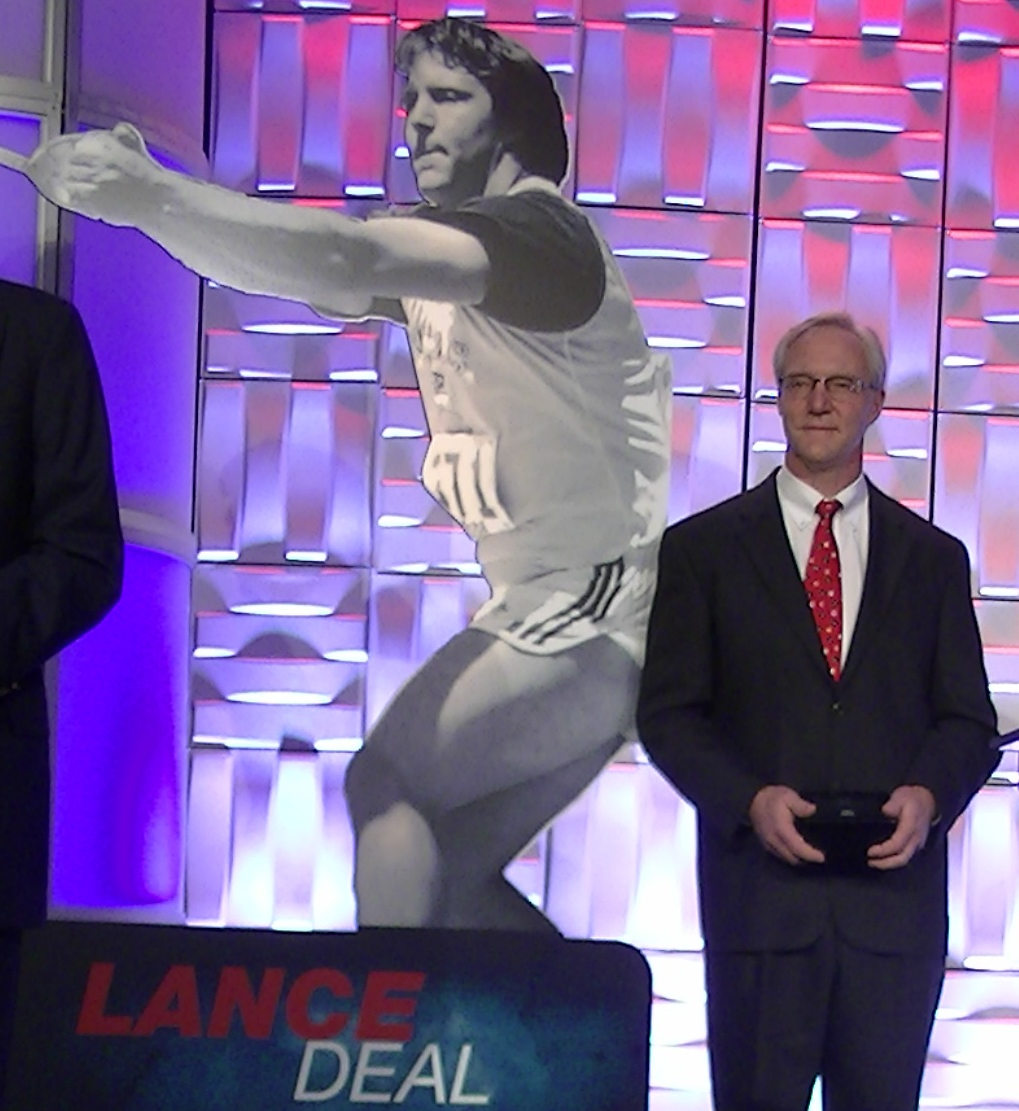
Für Lance Deal (mit seiner Statue im Jahr 2014) reichten 73,66 m nicht zur Finalteilnahme

10:15 Uhr
| Platz | Name              | Nation         | 1. Versuch | 2. Versuch | 3. Versuch | Weite   |
| ----- | ----------------- | -------------- | ---------- | ---------- | ---------- | ------- |
| 1     | Sergei Litwinow   | Sowjetunion    | 81,24 m    | –          | –          | 81,24 m |
| 2     | Heinz Weis        | BR Deutschland | 76,40 m    | 76,70 m    | 77,24 m    | 77,24 m |
| 3     | Iwan Tanew        | Bulgarien      | 76,84 m    | x          | x          | 76,84 m |
| 4     | Johann Lindner    | Österreich     | 76,60 m    | 74,54 m    | x          | 76,60 m |
| 5     | Tore Gustafsson   | Schweden       | 72,90 m    | 73,14 m    | 76,44 m    | 76,44 m |
| 6     | Christoph Sahner  | BR Deutschland | 75,84 m    | 72,42 m    | 72,46 m    | 75,84 m |
| 7     | Plamen Minew      | Bulgarien      | 74,46 m    | 70,22 m    | x          | 74,46 m |
| 8     | József Vida       | Ungarn         | 70,60 m    | 74,30 m    | 72,50 m    | 74,30 m |
| 9     | Lance Deal        | USA            | x          | 71,72 m    | 73,66 m    | 73,66 m |
| 10    | Kenneth Flax      | USA            | x          | 72,70 m    | 72,24 m    | 72,70 m |
| 11    | Jud Logan         | USA            | 69,46 m    | 72,46 m    | 72,64 m    | 72,64 m |
| 12    | Lucio Serrani     | Italien        | 70,50 m    | x          | 70,00 m    | 70,50 m |
| 13    | Michael Jones     | Großbritannien | 70,38 m    | x          | 68,94 m    | 70,38 m |
| 14    | Conor McCullough  | Irland         | x          | x          | 68,66 m    | 68,66 m |
| 15    | Andrés Charadía   | Argentinien    | 66,86 m    | 66,02 m    | 68,26 m    | 68,26 m |
| 16    | Waleed al-Bekheet | Kuwait         | 62,78 m    | 60,14 m    | 63,86 m    | 63,86 m |

## Finale

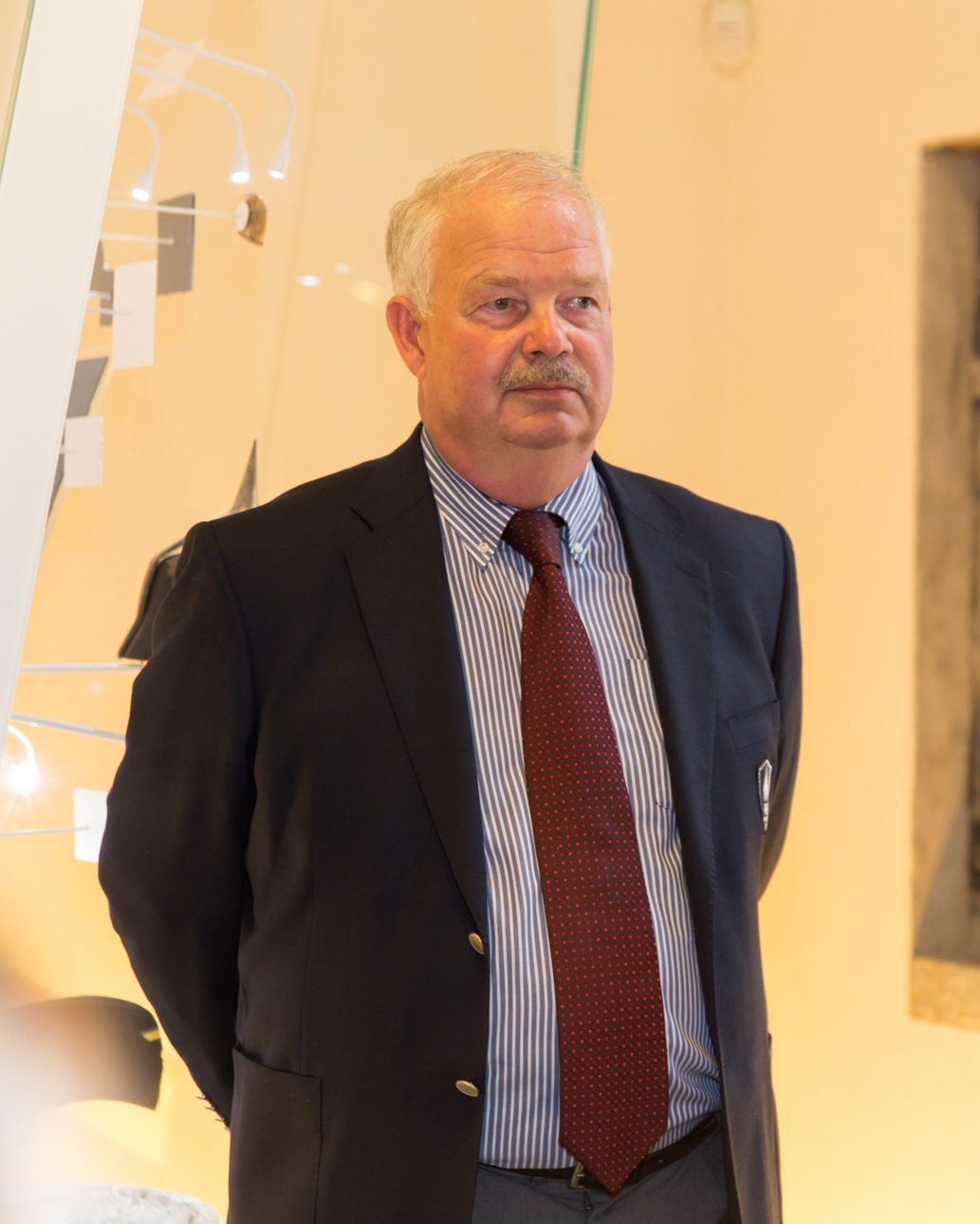
Bronzemedaillengewinner
Jüri Tamm im Jahr 2017

Datum: 26. September 1988, 12:40 Uhr
| Platz | Name            | Nation         | 1. Versuch | 2. Versuch | 3. Versuch | 4. Versuch                             | 5. Versuch                             | 6. Versuch                             | Endresultat | Anmerkung |
| ----- | --------------- | -------------- | ---------- | ---------- | ---------- | -------------------------------------- | -------------------------------------- | -------------------------------------- | ----------- | --------- |
| 1     | Sergei Litwinow | Sowjetunion    | 84,76 m OR | 83,82 m    | 83,86 m    | 83,98 m                                | 84,80 m OR                             | 83,80 m                                | 84,80 m     | OR        |
| 2     | Jurij Sedych    | Sowjetunion    | 80,96 m    | 83,62 m    | 83,44 m    | 83,44 m                                | x                                      | 83,76 m                                | 83,76 m     |           |
| 3     | Jüri Tamm       | Sowjetunion    | 80,94 m    | 81,16 m    | x          | x                                      | x                                      | x                                      | 81,16 m     |           |
| 4     | Ralf Haber      | DDR            | 78,92 m    | 78,72 m    | 79,18 m    | x                                      | 78,88 m                                | 80,44 m                                | 80,44 m     |           |
| 5     | Heinz Weis      | BR Deutschland | 78,50 m    | 76,80 m    | x          | 77,70 m                                | 78,98 m                                | 79,16 m                                | 79,16 m     |           |
| 6     | Tibor Gécsek    | Ungarn         | 78,18 m    | 76,52 m    | 74,36 m    | 77,82 m                                | x                                      | 78,36 m                                | 78,36 m     |           |
| 7     | Imre Szitás     | Ungarn         | 76,00 m    | 76,40 m    | 76,20 m    | 75,66 m                                | 76,10 m                                | 77,04 m                                | 77,04 m     |           |
| 8     | Iwan Tanew      | Bulgarien      | 75,56 m    | 75,76 m    | x          | 75,28 m                                | 75,54 m                                | 76,08 m                                | 76,08 m     |           |
|       |                 |                |            |            |            |                                        |                                        |                                        |             |           |
| 9     | Harri Huhtala   | Finnland       | 75,26 m    | 75,38 m    | 75,08 m    | nicht im Finale der besten acht Werfer | nicht im Finale der besten acht Werfer | nicht im Finale der besten acht Werfer | 75,38 m     |           |
| 10    | Johann Lindner  | Österreich     | 75,36 m    | 75,14 m    | 75,28 m    | nicht im Finale der besten acht Werfer | nicht im Finale der besten acht Werfer | nicht im Finale der besten acht Werfer | 75,36 m     |           |
| 11    | Tore Gustafsson | Schweden       | 74,24 m    | 73,32 m    | x          | nicht im Finale der besten acht Werfer | nicht im Finale der besten acht Werfer | nicht im Finale der besten acht Werfer | 74,24 m     |           |
| 12    | Gunther Rodehau | DDR            | x          | x          | 72,36 m    | nicht im Finale der besten acht Werfer | nicht im Finale der besten acht Werfer | nicht im Finale der besten acht Werfer | 72,36 m     |           |

Für das Finale hatten sich zwölf Athleten qualifiziert, acht von ihnen über die geforderte Qualifikationsweite. Alle drei Teilnehmer aus der Sowjetunion waren dabei. Hinzu kamen jeweils zwei Werfer aus der DDR und Ungarn. Komplettiert wurde das Finalfeld von jeweils einem Starter aus der Bundesrepublik Deutschland, Bulgarien, Finnland, Österreich und Schweden.
Topfavoriten waren die sowjetischen Werfer Sergei Litwinow und Jurij Sedych, die seit 1976 mit Ausnahme der unter anderem durch die UdSSR boykottierten Spiele von Los Angeles 1984 alle großen Turniere gewonnen hatten. Weltrekordler Sedych war der Sieger der Olympischen Spiele von 1976 und 1980, darüber hinaus amtierender Europameister. Litwinow hatte die Wettbewerbe bei den Weltmeisterschaften 1983 und 1987 für sich entschieden. Ihr Landsmann, Vizeweltmeister Jüri Tamm, wurde ebenfalls stark eingeschätzt, während der Olympiasieger von 1984, der Finne Juha Tiainen, bereits in der Qualifikation gescheitert war.
Gleich im ersten Versuch erzielte Litwinow mit 84,76 m einen neuen Olympiarekord. Sedych und Tamm folgten auf den nächsten Plätzen. Sergei Litwinow gelang es nicht nur, in allen sechs Versuchen den bis dahin aktuellen Olympiarekord zu übertreffen, sondern lag auch mit jedem seiner Versuche über den Bestweiten aller seiner Konkurrenten. Sein schwächster Wurf im letzten Durchgang landete bei 83,80 m, sein stärkster in der fünften Runde bei 84,80 m, womit er seinen Olympiarekord aus Durchgang eins nochmals um vier Zentimeter steigerte. Auch Jurij Sedych übertraf als Silbermedaillengewinner mit vier Versuchen den bis zu diesen Spielen geltenden Olympiarekord. Jeder der drei sowjetischen Athleten erreichte mit jedem gültigen Versuch eine Weite von mehr als achtzig Meter. Ein einziges Mal gelang dies von den übrigen Teilnehmern mit seinem letzten Versuch nur dem DDR-Werfer Ralf Haber, der damit hinter Jüri Tamm Olympiavierter wurde. Die Plätze fünf und sechs belegten Heinz Weis, BR Deutschland, und der Ungar Tibor Gécsek.
Es war der dritte Dreifacherfolg für sowjetische Hammerwerfer bei Olympischen Spielen.

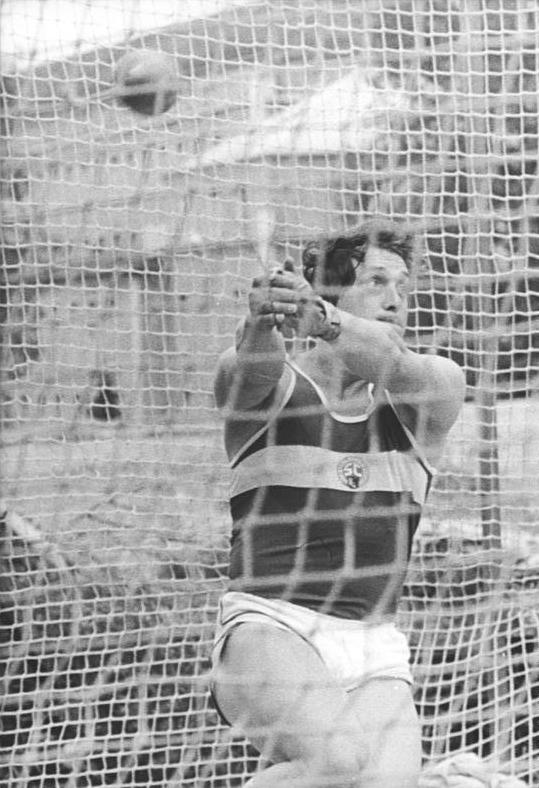
Der viertplatzierte Ralf Haber
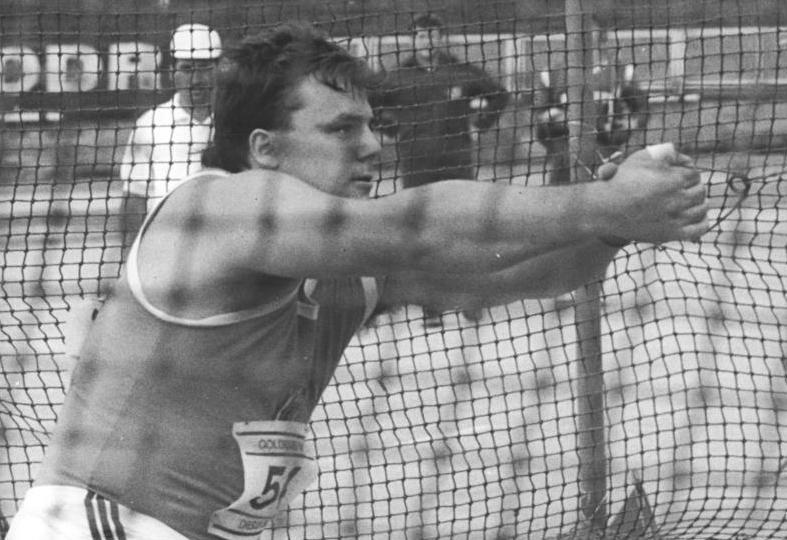
Gunther Rodehau belegte Rang zwölf

## Videolinks
- Olympic hammer 1988, youtube.com, abgerufen am 3. Dezember 2021
- litvinov hammer throw 1988 olympics 84.80m, youtube.com, abgerufen am 3. Dezember 2021

- Olympic hammer 1988, youtube.com, abgerufen am 3. Dezember 2021
- litvinov hammer throw 1988 olympics 84.80m, youtube.com, abgerufen am 3. Dezember 2021